# Belagerung von Dorsten
Wallerfangen – Dömitz – Haselünne – Wittstock – Rheinfelden – Breisach – Wittenweiher – Vlotho – Ochsenfeld – Chemnitz – Bautzen – Freiberg – Riebelsdorfer Berg – Dorsten – Preßnitz – La Marfée – Wolfenbüttel – Kempener Heide – Schweidnitz – Breitenfeld – Tuttlingen – Freiburg – Philippsburg – Jüterbog –  Jankau – Herbsthausen – Alerheim – Brünn – Korneuburg – Totenhöhe – Hohentübingen –  Triebl – Zusmarshausen – Wevelinghoven – Dachau –  Prag
In der Belagerung von Dorsten während des Dreißigjährigen Krieges schlossen kaiserliche Truppen unter Melchior von Hatzfeldt das von der Landgrafschaft Hessen-Kassel besetzte Dorsten vom 16. Juli bis zum 19. September 1641 ein. Nach der Kapitulation der hessischen Verteidiger eroberten die Kaiserlichen schließlich die Stadt.

## Vorgeschichte
Nach einer Entscheidung des Wiener Hofgerichtes hatte Hessen-Kassel Oberhessen mit der Universität Marburg an Hessen-Darmstadt abzutreten. Für diesen erheblichen Verlust versprach König Gustav Adolf von Schweden im Vertrag von Werben am 22. August 1631 dem Land Hessen-Kassel als Kompensation u. a. Gebiete des Hochstiftes Münster und des kurkölnischen Vest Recklinghausen bei einem Sieg im Dreißigjährigen Krieg.
Am 9. Februar 1633 eroberte Hessen-Kassel ohne kurkölnisch-vestische Gegenwehr die Stadt Dorsten und baute sie in den folgenden Jahren durch den hessischen Oberst Dalwig und Johann Adriansch zur stärksten Festung in der Region aus. Bereits im Jahre 1636 wurde unter der Führung von Johann von Götz versucht, Dorsten zurückzuerobern, was aber scheiterte.

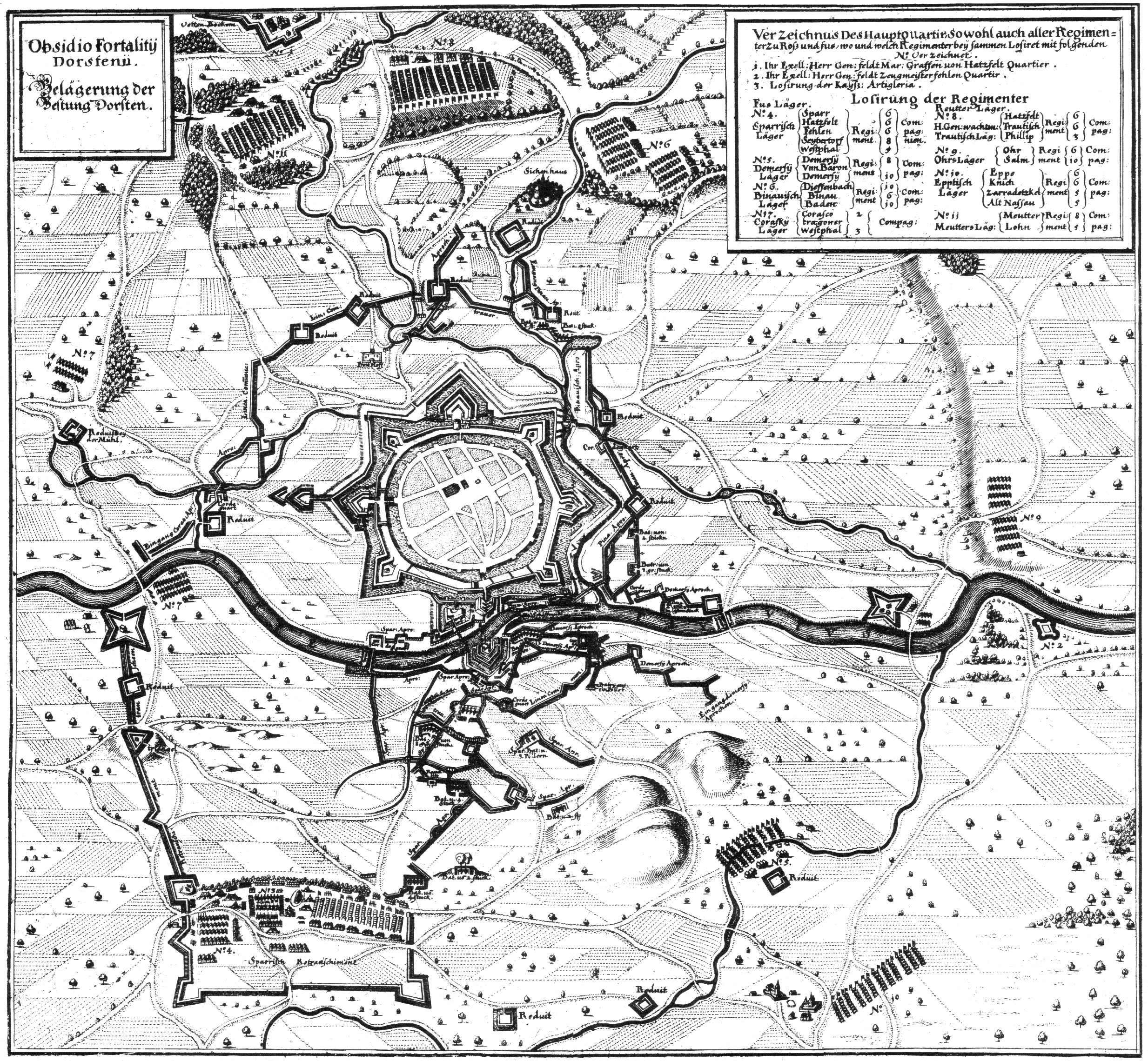
Belagerung Dorstens 1641

## Belagerung
Am 16. Juli 1641 begann eine zweite Belagerung der Stadt Dorsten durch den kaiserlichen Feldmarschall Melchior Graf von Hatzfeldt und dem kaiserlichen Feldzeugmeister Alexander II. von Velen mit insgesamt 20.000 Soldaten. Dieser Angriff wurde begonnen, weil zuvor der hessische Generalleutnant Kaspar Graf von Eberstein mit einem Teil der Truppen zur Belagerung von Wolfenbüttel abgezogen worden war. Während die Hauptmacht der kaiserlichen Truppen ebenfalls in Wolfenbüttel kämpfte, positionierte Hatzfeld seine Truppen südlich von Dorsten und Velen  im Norden. Nordöstlich in den Sandbergen lagerte die kaiserliche Artillerie mit zunächst 14 Kanonen, die später durch Kurköln bis auf 30 verstärkt wurde. In einem Brief des kaiserlichen Generalwachtmeisters Freiherr von Wendt vom 16. Juli an den Bürgermeister und Rat der Stadt Recklinghausen fordert er zur Verpflegung der Soldaten vor Dorsten eine Lieferung von 3000 Pfund Brot, 16 Tonnen Bier, vier Schlachtrinder, 15 Sack Hafer und einige „Küchensachen“. Ebenso musste die Herrlichkeit Lembeck Lebensmittel zur Verfügung stellen. Hatzfeld ließ zusätzlich Anfang August 1641 vier Halbkartaunen und zwei Feuermörser von Kaiserswerth herbeiholen. Die Soldaten verteilten sich auf zwölf Regimenter Infanterie und zehn Reiterregimenter, die umfangreiche Belagerungswerke um die Stadt bauten.
Die Hessen verteidigten sich unter der Führung von Oberkommandant Johann von Geyso und Kommandant Emmanuel Kotz mit 2000 Soldaten, wobei 400 davon zuvor aus Kalkar herbeigezogen worden waren. Weitere von der Hessen-Kasseler Regentin Amalie Elisabeth geforderte Entsatztruppen waren entweder sehr klein (250 Mann unter Oberst Carl von Rabenhaupt aus Haltern bzw. Borken) oder kamen zu spät (Truppen unter der Führung Ernst Albrecht von Eberstein aus Wolfenbüttel).
Am 25. August wurde westlich vom Lippetor eine erste Bresche mit 2000 Kanonenkugeln geschossen, sodass die letzte Schutzwehr zerstört war. Nachdem die Bresche durch weiteren Beschuss immer größer wurde und die Planungen für den Angriff mit zunächst 2000 Musketieren und 1500 Kürassieren anliefen, gingen die hessischen Kommandanten am 18. September auf die Kapitulationsbedingungen von Feldmarschall von Hatzfeld ein.
Die Belagerung endete am 19. September. Die Hessen-Kasseler erhielten für ihre verbliebene Besatzung von 650 Mann plus Verwaltungsbeamte und Familien sicheren Abzug. Das Theatrum Europaeum berichtet von einem „jämmerlichen Ruin“ der Stadt Dorsten durch die Belagerung.
Hessen-Kassel verlor mit dieser Niederlage die wichtigste Festung am rechtsrheinischen Niederrhein und lenkte in der Folgezeit den Hessenkrieg zusammen mit den Franzosen und dem in französischen Diensten stehenden Weimaraner Heer in den linksrheinischen Teil des Erzstiftes Köln unter Ferdinand von Bayern und in das neutrale Herzogtum Jülich unter Wolfgang Wilhelm.